# 金华县文庙

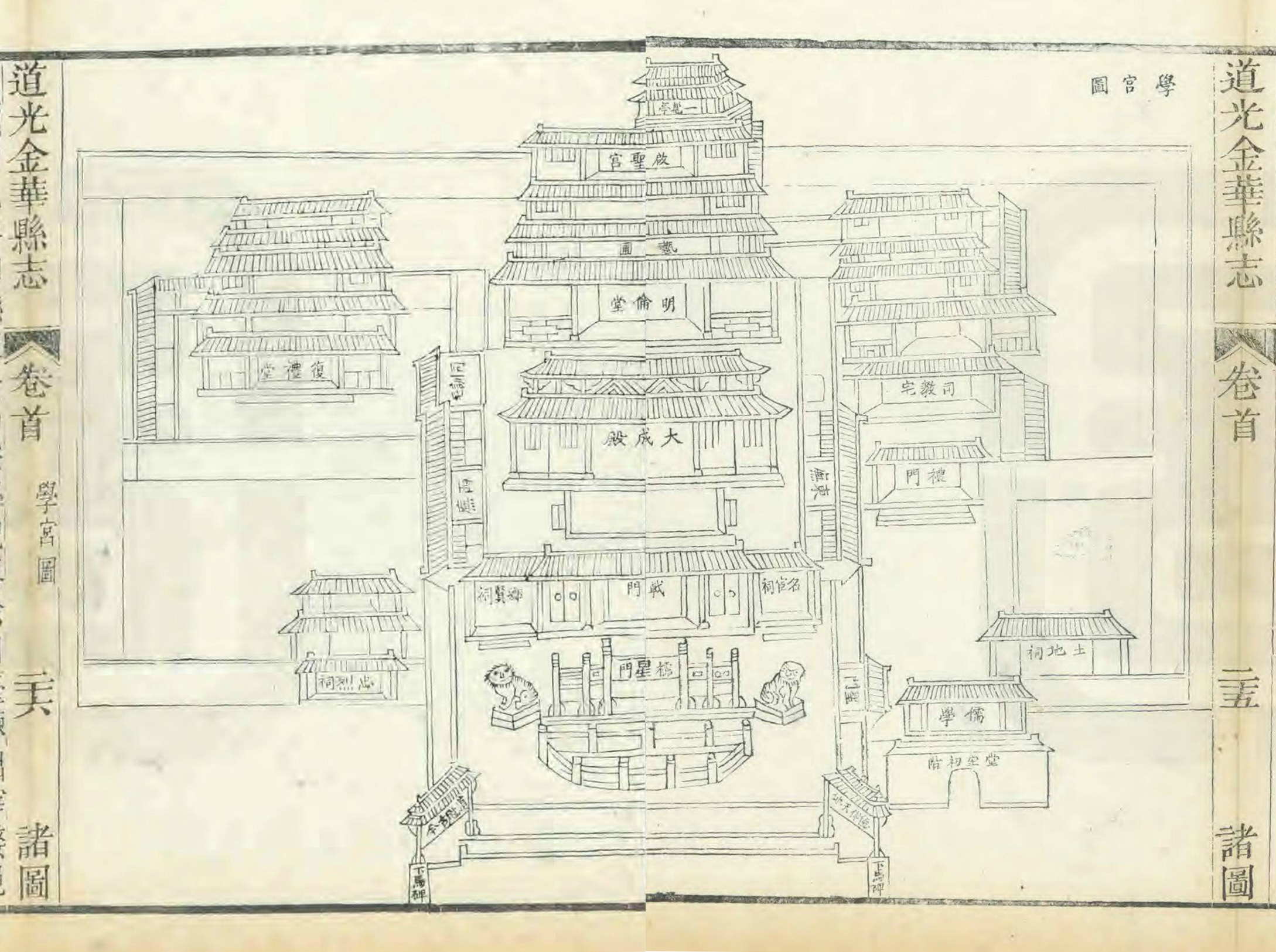
清道光三年（1823）《金华县志》学宫图。

金华县文庙为旧时中国浙江金华府金华县县学文庙，原位于府城内西南、清波门内，即今中国浙江省金华市婺城区中山路68号艾青小学一带，原建筑今已不存。
金华县文庙唐宋时附于州学，元至元十三年（1276）始建于醋坊岭，大德三年（1299）改建于夏塘街，泰定四年（1327）又迁北四隅一坊，至明万历十一年（1583）再迁原光孝观址（原光孝观迁至长仙门内），即今址。
据清道光三年（1823）、光绪二十年（1894）两版《金华县志》记载及附图，金华县文庙布局为前庙后学，中轴线上依次为万仞宫墙（墙外东有德侔天地坊，西有道贯古今坊）、泮池泮桥、棂星门（东有圣门）、大成门（东为名宦祠，西为乡贤祠）、大成殿（前有东西庑原各七间，光绪十一年（1885）重修时改为五间）、明伦堂、敬一亭三间（乾隆六十年（1795）改为楼房三间，名艺圃，为司教署的一部分，光绪十一年（1885）改为单层，仍名敬一亭）和崇圣祠，东为儒学门（题额“堂室初阶”）、礼门、司教署（即教谕署）和土地祠，西为忠烈祠和司训署（即训导署，第一进名复礼堂）。
原县学后有小山，山顶有始建于明宣德三年（1428）的一览亭，今已迁至天宁寺。另在八咏楼碑廊内尚存多块明清时期的县学重修碑记。
- 金华古城模型局部，示清波门、县学和一览亭
- 原在县学后，今迁至天宁寺的一览亭
- 清道光时重刻明正德九年（1514）《金华县修学记》，原在明伦堂西，今在八咏楼碑廊内
- 明崇祯五年（1632）《重修金华县儒学碑记》，原在明伦堂西，今在八咏楼碑廊内
- 清康熙十九年（1680）《重修金华县儒学碑记》，原在大成门东，今在八咏楼碑廊内
- 清康熙五十五年（1716）《重修金华县儒学碑记》，原在大成门西，今在八咏楼碑廊内